# Presa di Porto Ercole
La Presa di Porto Ercole ebbe luogo tra il 25 maggio ed il 18 giugno 1555 e riguardò il borgo murato di Porto Ercole sul versante meridionale del Monte Argentario. L’operazione militare è inquadrabile all’interno del più grande scenario della Guerra di Siena e si concluse con la resa delle truppe franco-senesi a difesa del porto, segnando la fine delle speranze senesi di risollevare le sorti della guerra tramite l’arrivo di rinforzi francesi e turchi via mare.

## Antefatti
In seguito alla caduta di Siena del 17 aprile 1555, un gruppo di superstiti senesi decise di continuare la resistenza alle truppe ispano-medicee a Montalcino, rimasta ancora sotto il controllo francese, sotto il comando di Piero Strozzi. Gli esuli senesi fondarono il 3 maggio la Repubblica di Siena riparata in Montalcino, a cui giurarono fedeltà le roccaforti di Grosseto, Magliano in Toscana, Talamone, Castiglione della Pescaia, Pereta, Marsiliana, Manciano e Porto Ercole.
Piero Strozzi lasciò quindi Montalcino alla volta di Porto Ercole, dove era intenzionato a tenere testa alle forze imperiali in attesa dell’arrivo della flotta turca di Dragut. Strozzi era infatti convinto che il porto meridionale dell’Argentario fosse la testa dello stato senese, considerandolo di vitale importanza per il prosieguo della guerra.
Nel maggio 1555 le truppe franco-senesi riuscirono a catturare sulle pendici del Monte Argentario una pattuglia spagnola che, sotto tortura, rivelò l’intenzione dell’esercito imperiale di lanciare l’attacco a Porto Ercole per via terrestre, tramite un colle che si trovava in una posizione sopraelevata rispetto ad i forti del sistema difensivo senese. In seguito a queste preziose rivelazioni, il capitano Ruggeri dette l’ordine di iniziare i lavori di rafforzamento del colle, aggiungendo un bastione alla Rocca e completando prima forte Sant’Ippolito e poi l’Ercoletto. Nonostante gli sforzi profusi dai difensori, Porto Ercole rimaneva comunque insufficientemente attrezzato ad ospitare un'adeguata artiglieria a causa delle mura medievali e dello stato non ottimale delle fortezze.

## La battaglia

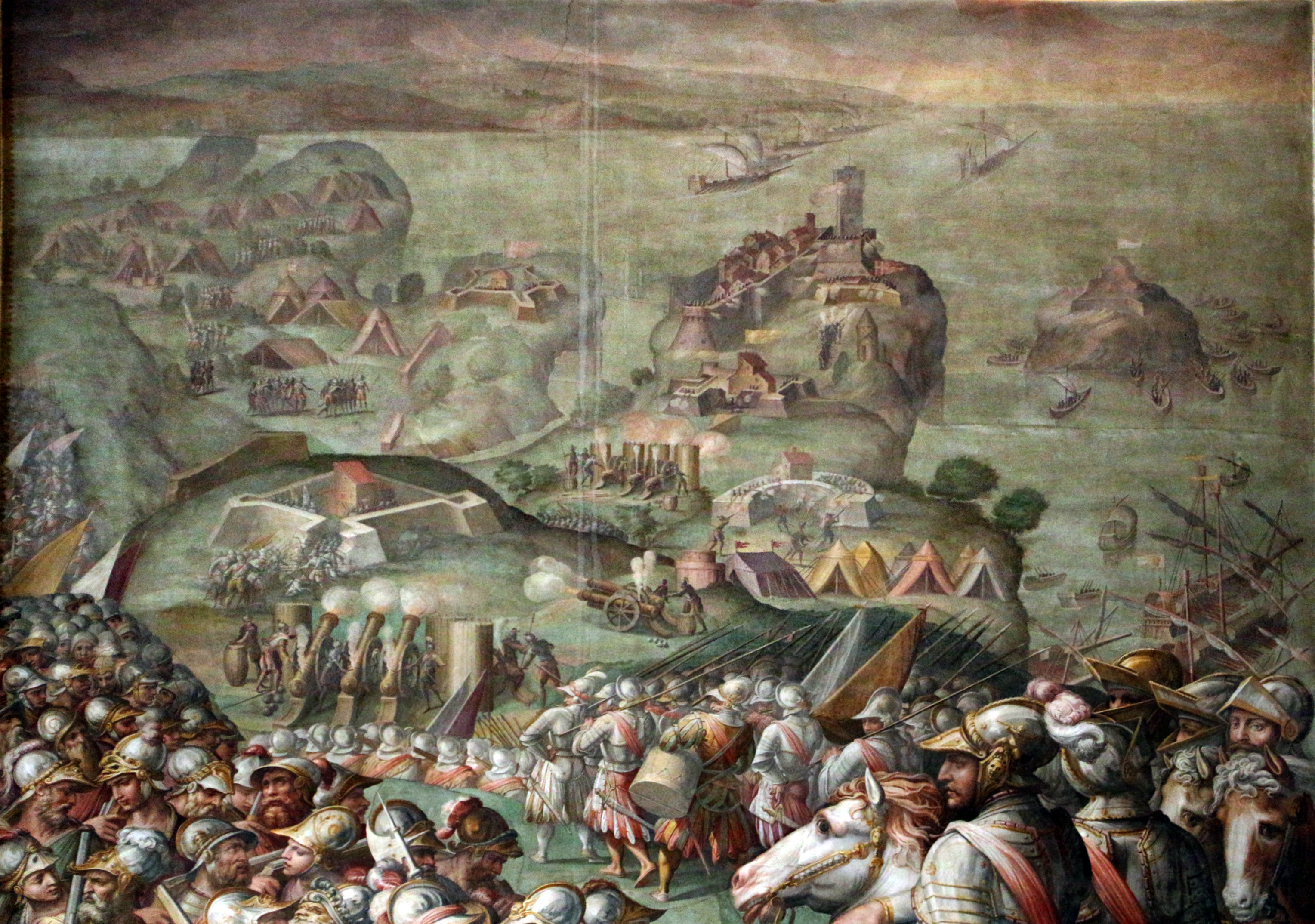
Insieme delle fortezze che costituiscono il sistema difensivo senese di Porto Ercole nel 1555

Nel frattempo alle galere di Andrea Doria già presenti nella base di Porto Santo Stefano, il 13 maggio si aggiunsero le galere fiorentine inviate da Cosimo I per rifornire la flotta di artiglieria. Sia Doria che Cosimo I erano fortemente preoccupati per il ritardo con cui venivano svolti i preparativi, nella costante paura di un possibile imminente attacco turco sulla loro flotta. Il 25 maggio 1555, al comando di Gian Giacomo Medici, le truppe imperiali tentarono quindi l’attraversamento del tombolo della Feniglia per raggiungere il Monte Argentario. Le truppe fiorentine furono colte da un’imboscata senese che ferì tre capitani spagnoli, ma nonostante questa difficoltà riuscirono alla sera ad accamparsi dietro il Poggio Pertuso, al riparo dei cannoni franco-senesi di Porto Ercole.
Il 27 maggio 1 500 ispano-fiorentini guidati da Chiappino Vitelli lasciano il campo di Pertuso con l’obiettivo di attaccare il Forte Sant’Ippolito. Le sue truppe percorsero un lungo cammino aprendosi la via attraverso il bosco fino a portarsi nel punto stabilito. Mentre Gian Giacomo Medici teneva impegnati i difensori dei forti vicini, venne sferrato l’attacco ispano-mediceo dalle truppe di Serbelloni, Vitelli e del conte di Bagno, che attraverso delle scale d’assedio riuscirono a penetrare all’interno della Rocca senese.
Ucciso il comandante senese Francesco da Ferrara e presa la Rocca Sant’Ippolito, Chiappino Vitelli ordinò alle sue truppe di presidiare la postazione conquistata, mentre le truppe imperiali spostavano il loro accampamento dietro il colle Sant’Ippolito.
La notte tra il 31 maggio e il 1º giugno, una galera francese riesce a forzare il blocco delle navi genovesi ed a portare in salvo donne e bambini di Porto Ercole a Civitavecchia. L’indomani le truppe ispano-medicee lanciarono un attacco al Forte Ercoletto, facendo sbarcare sull’isolotto 200 uomini che uccisero tutti i difensori prendendo controllo del piccolo forte che minacciava l’accampamento fiorentino. Con la presa dell’Ercoletto diventa possibile per le truppe imperiali un adeguato blocco navale al porto senese, mentre si consolidava il blocco via terra.
Visto il peggiorarsi della situazione, Piero Strozzi tentò di mandare richieste d’aiuto a Roma (invano) ed a Pitigliano, per entrare in contatto con il re di Francia Enrico II.
Dopo un iniziale assalto al Forte Stronco in cui trovò la morte il senese Alessandro da Terni, l’8 giugno il forte venne attaccato nuovamente da tutti e quattro i lati ma l’eroica resistenza dei difensori franco-senesi costrinse Chiappino Vitelli ad ordinare la ritirata. Nell’attacco rimane però ferito Piero Strozzi che venne trasportato a Porto Ercole per le medicazioni. Tuttavia la stessa notte, consapevole di non poter resistere ancora a lungo, Piero Strozzi si imbarca su una fregata e di notte giunge a Roma per cercare aiuti alla causa franco-senese. La sua uscita notturna incise però molto negativamente sul morale delle sue truppe, che interpretarono la sua scelta come una fuga dalla battaglia.
Il 12 giugno, sentendosi ormai circondati, le truppe senesi abbandonano il Forte Stronco nella speranza di rifugiarsi dentro le mura di Porto Ercole per continuare la difesa del borgo, ma gran parte di loro venne uccisa dai colpi di moschetto dell’esercito imperiale appostato.
A causa della grande penuria di beni che colpiva abitanti ed i difensori di Porto Ercole, si verificarono vari casi di diserzione tra le file franco-senesi che fornirono ad Gian Giacomo Medici preziose informazioni relative alla reale situazione in cui versavano gli assediati.
Mentre Piero Strozzi cercava di sorprendere, al largo di Civitavecchia, le galere di Andrea Doria dirette verso sud, il 16 giugno anche il Forte Avvoltore, difeso dai soldati di capitan Ruggeri, si arrende. Sull’onda dell’entusiasmo le truppe imperiali riuscirono a prendere anche il Forte Guasparino, per poi riversarsi contro le mura del borgo. Le truppe franco-senesi, incapaci di reggere all’urto, si asserragliarono nella Rocca, lasciando alle truppe di Gian Giacomo Medici il saccheggio del centro abitato. Le case del borgo furono bruciate e venne profanata la tomba di Leone Strozzi, i cui resti vennero poi gettati in mare.
All’alba del 18 giugno 1555, quando ormai la Rocca era la sola postazione rimasta in mani senesi, incapace di attendere ancora l’arrivo dal mare dei rinforzi promessi da Piero Strozzi, anche il comandante francese Charles de Carbonnières si arrende al nemico.
(Lamento di Piero Strozzi, comandante delle truppe senesi, dopo aver appreso della perdita di Porto Ercole, 1555)

## Conseguenze

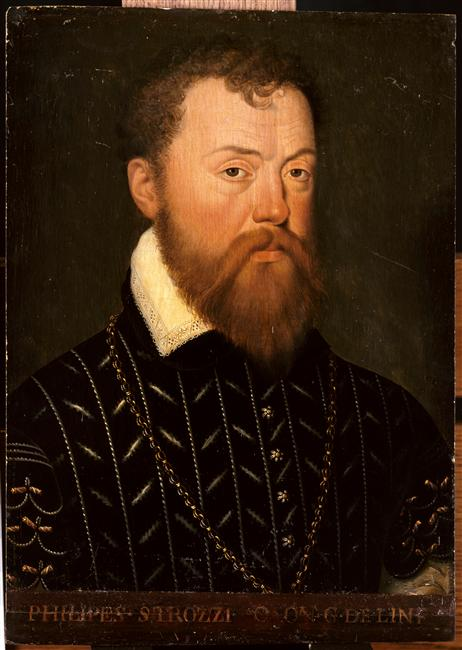
Piero Strozzi, comandante delle forze franco-senesi nella presa di Porto Ercole

Gian Giacomo Medici concesse la libertà ai 25 soldati francesi rimasti a difendere la Rocca, tutti gli altri 400 soldati vennero resi prigionieri ed inviati sulle galere di Andrea Doria, mentre tutti i fuoriusciti fiorentini furono decapitati a Livorno.
La presa di Porto Ercole costò cara a Piero Strozzi, attirando su di sé l’ostilità di re Enrico II di Francia. Nonostante l’impegno profuso dal comandante fosse riuscito ad ottenere dei rinforzi, le promesse truppe francesi di Jean de Saint-Esteve salparono da Marsiglia con eccessivo ritardo, quando Porto Ercole era ormai perduto.
Caduta il 22 giugno anche Talamone, le speranze senesi si ponevano sulla flotta ottomana di Dragut, che in luglio fece sosta a Porto Santo Stefano con 104 navi. Le aspettative di un intervento turco per riprendere Porto Ercole furono però deluse definitivamente in seguito alla disfatta ottomana di Piombino, per mano delle forze ispano-medicee.
Per rafforzare la presenza spagnola nel territorio della bassa Maremma costiera, i porti che furono della Repubblica di Siena per più di due secoli divennero parte del nascente Stato dei Presidi nel 1557, per volere di Filippo II re di Spagna.